# Сумская, Наталья Вячеславовна
Ната́лья Вячесла́вовна Сумска́я (укр. Наталія В'ячеславівна Сумська; род. 22 апреля 1956, Катюжанка, Украинская ССР) — советская и украинская актриса и телеведущая, лауреат Шевченковской премии (2008), Народная артистка Украины (2000).

## Биография
Родилась 22 апреля 1956 года в селе Катюжанка в Киевской области в семье актёров Академического драмтеатра им. И. Франко. 
Младшая сестра — Ольга Сумская, актриса и телеведущая. Отец — Вячеслав Игнатьевич Сумской (народный артист Украины) (06.09.1934 — 12.09.2007), мать — заслуженная артистка УССР Анна Ивановна Опанасенко-Сумская (14 октября 1933 — 27 февраля 2022).
До 1966 года жила во Львове.
В 1977 году окончила Киевский государственный институт театрального искусства им. И. Карпенко-Карого (мастерская Народного артиста Украины Анатолия Решетникова).
С 1977 года Наталья Сумская — актриса Национального академического театра имени Ивана Франко.
В конце 1981 года Наталья выступила на «Новогоднем Голубом огоньке — 82» с песней «Улыбнись, судьба».
С осени 2003 года до начала 2010 года — вела передачу «Ключевой момент» на телеканале «Интер», выпуск которой приостановлен несмотря на очень высокие рейтинговые показатели.
Также работает в театральной компании «Бенюк и Хостикоев».

#### Семья
- Отец — Вячеслав Игнатьевич Сумской (народный артист Украины) (06.09.1934 — 12.09.2007)
- Мать — Анна Ивановна Опанасенко-Сумская (15 октября 1933 — 27 февраля 2022), заслуженная артистка УССР
- Младшая сестра — Ольга Сумская, актриса
- Первый муж — Игорь Юрьевич Мамай[укр.] (род. 23 июля 1955) — кинооператор
  - Дочь — Дарья Мамай-Сумская (род. 16 июня 1982 года), певица, актриса
- Второй муж и по сей день — Анатолий Георгиевич Хостикоев (род. 15 февраля 1953) — актёр
  - Сын — Вячеслав Хостикоев (род. 26 июня 1996 года)

## Театральные работы

### Национальный академический драматический театр им. Ивана Франко
- 1981 — «Моя профессия — синьор из высшего общества» Джулио Скарначчи и Ренцо Тарабузи; реж. Владимир Оглоблин — Фьорелла
- «Регион» Н. Зарудного — Юлька
- «Трибунал» А. Макаёнока — Надежда
- «Выбор» Ю. Бондарева — Вика
- 1986 — «Энеида» И. Котляревского; реж. Сергей Данченко — Дидона / Лавиния
- «Шиндай» И. Афанасьева — Марго
- «Мазепа» Ю. Словацкого — Амелия
- «Женский стол в охотничьем зале» В. Мережко — Бучкина
- «Ночь перед Рождеством» Н. Гоголя — Оксана
- «Блез» Клода Манье — Мари
- 1991 — «Белая ворона» Ю. Рыбчинского и Г. Татарченко; реж. Сергей Данченко — Жанна д’Арк
- «Засватанная — не венчанная» Владимира Бегмы и М. Ткача — Ялына
- «Талан» М. Старицкого — Катерина Квятковская
- 1987 — «Мастер и Маргарита» М. Булгакова; реж. Ирина Молостова — Гелла
- 1995 — «Крошка Цахес» Я. Стельмаха — Кандида
- 1999 — «Три сестры» А. Чехова — Маша
- «Кин ІV» Г. Горина; реж. Анатолий Хостикоев — Анна Демби
- 2000 — «Пигмалион» Дж. Шоу; реж. Сергей Данченко — Элиза Дулитл
- 2001 — «Отелло» У. Шекспира; реж. Виталий Малахов — Эмилия, жена Яго
- 2003 — «Ревизор» Н. Гоголя; реж. Игорь Афанасьев — Анна Андреевна, жена городничего
- 2007 — «Кайдашева семья» И. Нечуй-Левицкого; реж. Пётр Ильченко — Кайдашиха
- 2010 — «Грек Зорба» Н. Казандзакиса; реж. Виталий Малахов — Мадам Гортензия
- 2014 — «Живой труп» Л. Толстого; реж. Роман Мархолия — Анна Павловна Протасова / Анна Дмитриевна Каренина
- 2014 — «Моя профессия — синьор из высшего общества» Джулио Скарначчи и Ренцо Тарабузи; реж. Анатолий Хостикоев — Матильда
- 2015 — «Лес» А. Островского; реж. Дмитрий Богомазов — Раиса Павловна Гурмыжская
- 2016 — «Несравненная» Питер Куилтер; реж. Анатолий Хостикоев — Флоренс Фостер Дженкинс

### Театральная компания «Бенюк и Хостикоев»
- 2003 — «Сеньор из высшего общества» Джулио Скарниччи и Ренцо Тарабузи; реж. Анатолий Хостикоев — Валерия — Матильда
- 2004 — «О мышах и людях» Дж. Стейнбека; реж. Виталий Малахов — она
- 2005 — «Белая ворона» Ю. Рыбчинского и Г. Татарченко; реж. Анатолий Хостикоев — Столетняя война
- 2008 — «Задунаец за порогом» по мотивам оперы С. Гулак-Артемовского; реж. Анатолий Хостикоев — Одарка
- 2011 — «Люкс для иностранцев» Девида Фримана — Хельга Филби

### Другие театры
- «Васса Железнова» М. Горького — Людмила Железнова, младшая дочь Вассы[5]
- 2013 — «Ураган по имени Одесса» А. Тарасуля, Е. Хаита, В. Явника; реж. Игорь Славинский — Маня[6]

## Награды
- ? — Заслуженная артистка Украины
- 1992 — Международный Орден Николая Чудотворца
- 1999 — Лауреат премии «Киевская пектораль» в категории «Лучшая женская роль» (Маша, «Три сестры»)
- 1999 — Премия Независимых Критиков Украины (Маша, «Три сестры»)
- 2000, 23 марта — Народная артистка Украины[7]
- 2005 — Орден Варвары Великомученицы
- 2008, 3 марта — Лауреат Национальной премии Украины имени Тараса Шевченко за театральную работу «О мышах и людях»[8]
- 2010 — Лауреат премии «Киевская пектораль» в категории «Лучшая женская роль» (Гортензия, «Грек Зорба»)
- Лауреат премии Кабинета министров Украины имени Леси Украинки
- 2015 — Лауреат премии «Киевская пектораль» в категории «Лучшая женская роль» (Анна Протасова «Живой труп»)
- 2016, 26 марта — кавалер ордена «За заслуги» ІІІ степени[9]
- 2020, 21 августа — кавалер ордена «За заслуги» ІІ степени[10]
- 2025, 27 марта — кавалер ордена «За заслуги» І степени[11]

## Фильмография

### Художественные фильмы
1. 1973 — Чинара — эпизод
2. 1978 — Две семьи (фильм-спектакль) — эпизод (нет в титрах)
3. 1978 — Наталка Полтавка — Наталка
4. 1979 — Ждите связного — Марина Карповна Полищук учительница, жена Романа
5. 1979 — Дударики — Кристина
6. 1980 — Странный отпуск
7. 1980 — От Буга до Вислы — Надя Цыганок
8. 1980 — Жду и надеюсь — Вера, радистка
9. 1980 — Мужество — Галчонок
10. 1981 — Такая поздняя, такая тёплая осень — соперница
11. 1982 — Свидание — Женя
12. 1984 — …И прекрасный миг победы — Женя Сабурова
13. 1984 — Затерянные в песках
14. 1984 — В лесах под Ковелем — Марина
15. 1985 — Диктатура (фильм-спектакль) — Небаба
16. 1985 — Чужой звонок — учительница
17. 1985 — Кармелюк — Мария Кармелюк
18. 1986 — Ледяные цветы
19. 1987 — Соломенные колокола
20. 1987 — Конотопская ведьма (фильм-спектакль)
21. 1987 — Государственная граница. За порогом победы — Марыля
22. 1988 — Театральный сезон
23. 1989 — Горы дымят — Маричка
24. 1989 — Закон — Инна Васильевна
25. 1989 — Назар Стодоля (фильм-спектакль) — Стеха
26. 1991 — Во времена Гайхан-бея
27. 1991 — Карпатское золото — Ольга
28. 1992 — Ради семейного очага — Юлия Шаблинская
29. 1992 — Снайпер
30. 1992 — Выстрел в гробу — жена Романа
31. 1993 — Преступление со многими неизвестными — Эвка Подгайна, дворовая пани Олимпии
32. 1997 — Роксолана. Настуня — цыганка
33. 1997 — Роксолана 2. Любимая жена Халифа — цыганка
34. 2002 — Вышивальщица в сумерках — Марина Владимировна, учительница
35. 2007 — Когда её совсем не ждёшь — Наталья, жена Петра
36. 2007 — Очень новогоднее кино, или Ночь в музее
37. 2012 — Перекотиполе — Галя
38. 2014 — Пока станица спит — Вера Петровна, супруга Гаврила Петровича
39. 2014 — Пляж — Ольга Павлова
40. 2014 — Немного другие — Жанна Иосифовна
41. 2014 — Брат за брата − 3 — Елена Фролова
42. 2015 — Сказка старого мельника
43. 2015 — Слуга народа — Мария Стефановна, мать президента
44. 2016 — Катерина — Мария Павловна, мать Катерины
45. 2016—2017 — Село на миллион — Татьяна
46. 2017 — Сторожевая застава — Меланка, сестра Ильи Муромца[12]
47. 2017 — Слуга народа − 2: От любви до импичмента

### Озвучивание мультфильмов
1. 1996 — Вий

### Дубляж
1. 2012 — Храбрая сердцем — Ведьма (украинский дубляж)